# Anatoli Solovianenko
Anatoli Solovianenko (n. 25 septembrie 1932, Stalino, RSS Ucraineană, URSS – d. 29 iulie 1999, Kozyn⁠(d), Regiunea Kiev, Ucraina) a fost un tenor ucrainean. A fost distins cu titlul de „Artist al Poporului” din URSS în 1975.